# Powertrip
Powertrip és un àlbum d'estudi de la banda estatunidenca de rock dur Monster Magnet, llançat el 16 de juny de 1998. L'àlbum va ser un gran èxit per a la banda, publicats al mainstream, sobretot gràcies a l'èxit del senzill "Space Lord". Uns altres senzills de l'àlbum van ser "Powertrip", "Temple of Your Dreams" i "See You in Hell". L'àlbum va arribar al lloc número u de la llista Heatseekers, i al número 65 de la UK Charts i també al lloc número 97 del Billboard 200. L'àlbum va aconseguir la certificació de disc d'or per la RIAA el 25 de gener de 1999. Es van fer videoclips per a "Space Lord", "Powertrip" i "See You In Hell".

## Llista de cançons

### CD original
Totes les cançons compostes per Dave Wyndorf, excepte on s'indiqui lo contrari.
1. "Crop Circle" – 5:32
2. "Powertrip" – 3:31
3. "Space Lord" – 5:55
4. "Temple of Your Dreams" – 4:35
5. "Bummer" – 7:35
6. "Baby Götterdämerung" – 3:09
7. "19 Witches" – 4:02
8. "3rd Eye Landslide" – 5:10
9. "See You in Hell" – 4:05
10. "Tractor" – 3:26
11. "Atomic Clock" – 5:06
12. "Goliath and the Vampires" – 4:13
13. "Your Lies Become You" – 4:18
14. "Big God" – 5:58*
15. "Kick out the Jams" (MC5 cover) – 2:35*
16. "The Game" – 4:54*

* pista addicional edició japonesa.
També es va llançar una edició limitada amb un bonus CD anomenat "Viva Las Vegas (live in Las Vegas)". La versió japonesa conté aquest CD i tres pistes addicionals.

### Viva Las Vegas (Live in Las Vegas)
1. "Temple of Your Dreams" – 5:34
2. "Dinosaur Vacuum" – 5:19
3. "Baby Götterdämerung" – 4:00
4. "Cage Around the Sun" – 8:18
5. "Bummer" – 7:35
6. "Space Lord" – 9:32

## Posició a les llistes
| Any  | Senzill                 | Modern Rock Tracks | Mainstream Rock Tracks |
| ---- | ----------------------- | ------------------ | ---------------------- |
| 1997 | "Temple of Your Dreams" | -                  | #25                    |
| 1998 | "Space Lord"            | #29                | #3                     |
| 1998 | "Powertrip"             | -                  | #20                    |

| Year | Album     | Billboard 200 |
| ---- | --------- | ------------- |
| 1998 | Powertrip | #97           |